# سرین (اسید آمینه)
سرین (Ser) یکی از اسید آمینه‌هایی است که در ساختار پروتئین‌ها بکار می‌رود و از جمله اسید آمینه‌ای الکل دار و دارای گروه -OH است.
سرین در رشته‌های ابریشم بسیار فراوان بوده و در ساختمان چربی‌ها و پروتئین‌های مرکب نیز شرکت می‌کند.
سرین در فرایند ساخت سیستئین بکار می‌رود.

## سرین پروتئاز
سرین پروتئازها گروهی از آنزیم‌هایند که پروتئینها را در محل اسیدآمینه سرین تجزیه می‌کند. این آنزیمها در یوکاریوت و پروکاریوتها یافت می‌شوند و بسیار متنوعند مانند کیموتریپسین ، تریپسین و الاستاز.